# Портадура (Латина)
Портадура је насеље у Италији у округу Латина, региону Лацио.
Према процени из 2011. у насељу је живело 64 становника. Насеље се налази на надморској висини од 12 м.